# Poraqueiba
Poraqueiba es un género con siete especies de plantas de la familia  Metteniusaceae. 

## Especies
- Poraqueiba acuminata Miers
- Poraqueiba cubensis C.Wright
- Poraqueiba guianensis Aubl.
- Poraqueiba paraensis Ducke
- Poraqueiba rhodoxylon Urb.
- Poraqueiba sericea Tul.
- Poraqueiba surinamensis Miers